# Worth (The Walking Dead)
«Valía» —título original en inglés: «Worth»— es el décimo quinto episodio de la octava temporada de la serie de televisión posapocalíptica, horror The Walking Dead. En el guion estuvieron cargo David Leslie Johnson-McGoldrick y Corey Reed y por último Michael Slovis dirigió el episodio, que salió al aire en el canal AMC el 8 de abril de 2018. Fox hizo lo propio en España e Hispanoamérica el día siguiente, respectivamente. 
Este episodio marca la última aparición de un miembro del elenco coprotagónico de la serie Steven Ogg (Simon), debido a que su personaje es asesinado por Negan (Jeffrey Dean Morgan) en el trascurso del episodio de la serie.

## Trama
En la colonia de Hilltop, Rick (Andrew Lincoln) vuelve a leer la carta de su hijo fallecido, Carl (Chandler Riggs solamente su voz es escuchada), instando a Rick a terminar la guerra con Negan (Jeffrey Dean Morgan), comenzar de nuevo y ayudar a reconstruir una sociedad pacífica. En el bosque, fuera de la comunidad de Oceanside, Cyndie (Sydney Park) y las otras residentes rechazan a Aaron (Ross Marquand) quien intenta proteger su comunidad de las hordas de caminantes, a pesar de que se muere de hambre y se deshidrata. Después de apenas sobrevivir a un ataque de caminante, Cyndie y los demás encuentran a un agotado Aaron que les ruega que se unan a la guerra contra los Salvadores, ya que de lo contrario seguirían temiendo al mundo exterior.
Dentro del Santuario, Gregory (Xander Berkeley) trata de hacer las paces con Simon (Steven Ogg), Quien se había hecho cargo de los Salvadores alegando que Negan está muerto. Gregory insiste en que puede ayudar a proteger a las otras comunidades, pero Simon lo pone a trabajar en su lugar. Eugene (Josh McDermitt) supervisa a los trabajadores que fabrican municiones para los Salvadores, y se ve obligado a despedir a un enfermo Gabriel Stokes (Seth Gilliam) que ha manipulado deliberadamente las balas para hacerlas ineficaces. Cuando Eugene sale con los guardias, los guardias son asesinados rápidamente por Daryl (Norman Reedus) y Rosita (Christian Serratos). Toman a Eugene cautivo, planeando mantenerlo encerrado para poder usar su intelecto. Mientras Daryl despacha a los caminantes que se aproximan, Eugene se insta a vomitar sobre Rosita y así escapar. Regresa a la fábrica de municiones, más resuelto a asegurarse de cumplir con los requisitos de Negan para las balas.
Fuera del Santuario, Dwight (Austin Amelio), aún ocultando su apoyo al grupo de Rick, se sorprende al ver a Negan, quien había regresado silenciosamente la noche anterior. Dwight intenta explicar lo que sucedió, pero Negan no está preocupado y solo le recuerda su lealtad a los Salvadores. Más tarde, Negan reúne a sus lugartenientes para una reunión donde Simon se disculpa por sus acciones contra la colonia Hilltop. Negan hace que Simon se ponga de rodillas, amenazando con matarlo, pero luego considera a Simon perdonado. Luego instruye a sus lugartenientes para que instalen francotiradores en los alrededores de la Colonia Hilltop para contener a los residentes y ganar una guerra de desgaste. Poco después de la reunión, Negan nuevamente elogia a Dwight por mantenerse fiel a la meta de los Salvadores. Dwight prepara una copia del plan de Negan para Rick. Simon, ansioso por la reunión, alienta a Dwight a convocar a Gregory y a algunos otros Salvadores a quienes les gustaría ver a Negan derrocado.
Cuando se encuentran y organízan el motín contra Negan, Simon sugiere que Dwight debería tener la primera oportunidad de matar a Negan. Justo en ese momento, Negan se revela a sí mismo, habiendo sido informado por Dwight y todos los demás hombres que vinieron fueron asesinados. Negan reprende a Simon por ir en contra de sus órdenes por aniquilando a los carroñeros, recordándole que también orquestó la masacre de todos los hombres dentro de la comunidad de Oceanside, algo que Negan necesitaba para controlar. Negan entonces desafía a Simon a una pelea a puñetazos, ofreciéndole otorgarle el liderazgo de los Salvadores en caso de que le gane en un duelo a puño limpio. Con todos los Salvadores y los trabajadores reunidos, Simon se involucra con Negan en una pelea uno contra uno y ambos se empiezan a agarrar a golpes. Dwight usa la distracción para agarrar a Gregory, pasarle las notas sobre el nuevo plan de Negan para dárselo a Rick y lo dirige a un vehículo que previamente preparó para un escape rápido. Negan finalmente supera a Simon y aplasta su tráquea, matándolo. Gregory llega a Hilltop y es encarcelado nuevamente, mientras Rick y sus aliados estudian las notas de Dwight.
Después, Negan promueve a Dwight para que sea su mano derecha. Sin embargo, dentro de la habitación de Dwight, Negan revela a quién encontró en su camino de regreso al Santuario: Laura (Lindsley Register), una salvadora que presenció la traición de Dwight durante el ataque a Alexandria. Negan deja en claro que sabía que Dwight le haría saber a Rick el plan, que fue creado a propósito para llevar a Rick y sus aliados a una trampa, mantiene a Dwight vivo, sabiendo que podría ser útil en el futuro. Más tarde, después de que el cuerpo reanimado de Simon lo encadenan a las cercas, Negan es contactado por Michonne (Danai Gurira) mediante el walkie-talkie; Ella le lee la carta de Carl y le reitera su mismo pedido de que termine la guerra pacíficamente y comienza de nuevo. Sin embargo, Negan afirma que Rick lo empujó demasiado lejos y ahora decide matarlo a él ya cada uno de sus aliados para poner fin a la guerra de una vez por todas. Termina diciendo "no hables más" antes de destruir el walkie-talkie.

## Producción

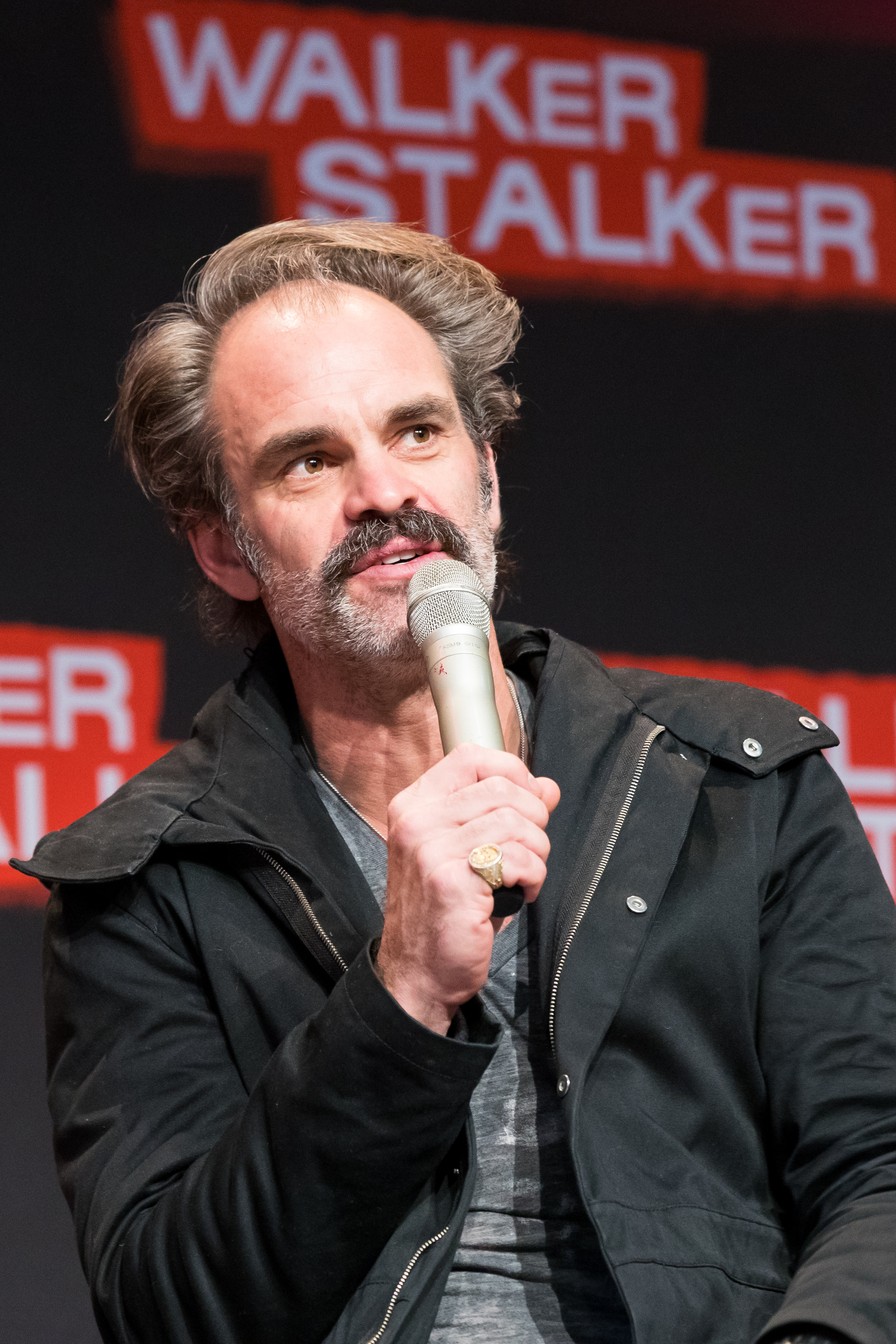
Steven Ogg hizo su última aparición regular como Simon en este episodio.

Los Actores Melissa McBride (Carol Peletier), Alanna Masterson (Tara Chambler) no aparecen pero igual son aparecen en los créditos de apertura y los actores Tom Payne (Paul "Jesús" Rovia), 
Khary Payton (Ezekiel), Katelyn Nacon (Enid) y Pollyanna McIntosh (Jadis) a pesar de no aparecer en el episodio también aparecen en los créditos "también protagonizado por".
Chandler Riggs vuelve como Carl Grimes en este episodio en una actuación de doblaje. Su personaje había fallecido en el noveno episodio de la temporada, "Honor", que fue su última aparición en la pantalla.
Steven Ogg, interpretó a Simon desde el final de la sexta temporada, el escritor Scott M. Gimple le dijo que Simon iba a ser asesinado en el estreno de la octava temporada el 22 de octubre de 2017. Ogg le pidió a Gimple que hiciera que Simon cayera en una "gran bala de cañón". Tanto él como el Jeffrey Dean Morgan, (Negan) interpretaron sus papeles en la pelea final, a pesar de no tener entrenamiento de pelea.

## Recepción

### Recepción crítica
"Worth" recibió críticas positivas de los críticos. En Rotten Tomatoes, tiene un 88% con una calificación promedio de 6.66 de 10, con base en 25 revisiones. El consenso del sitio dice: "Worth" limpia rápidamente la casa con diversos grados de satisfacción, preparando el escenario para lo que podría ser uno de los finales más explosivos de la serie —suponiendo que el programa finalmente cumpla con su promesa de All Out War.
La mayoría de los críticos comentaron positivamente sobre la actuación de Steven Ogg, con Joe Otterson deVariety diciendo “Una vez más, Steven Ogg demuestra ser uno de los mejores. mejores villanos en el juego en el episodio de esta semana de "The Walking Dead". Simon de Ogg hace su movimiento para tomar el control del Santuario, pero su cronometraje está un poco apagado..” Noel Murray de Rolling Stone comento el episodio "Todas las señales señalan que el final de la próxima semana es especialmente violento y mortal. Lo que es bueno. Porque francamente, está empezando a parecer que los escritores de The Walking Dead están tan ansiosos por que esta historia termine como muchos de nosotros lo hemos querido." Nick Romano de Entertainment Weekly le dio al episodio una puntuación original de "B+" y dijo "La semana pasada nos dejó algunas preguntas persistentes, y ahora tenemos algunas respuestas." 
Luke Holland de The Guardian dijo sobre el episodio "Fue un episodio pesado para el diálogo, pero debido a que estaban sucediendo tantas cosas, se sintió enérgico, tenso y urgente, y dejó atrás la promesa de un final con todo el cartílago extraído y eliminado." Matt Fowler de IGN le dio al episodio un puntaje de 7.3 sobre 10 y comentó ""Worth", el penúltimo episodio de la temporada 8, envuelto en el juego actual de salvamento de la historia de los tronos que implica el intento de Simon de hacerse cargo del líder Negan de los Negan, pero parecía mucho (y mucho tiempo pasado con algunos salvadores poco interesantes) solo para llevar a Negan a un lugar donde podría alinearse con la sed de sangre de Rick". 
Alex McLevy de The A.V. Club le dio al episodio un puntaje "B", diciendo "Es fácil admirar la voluntad del programa de eliminar a uno de los personajes más convincentes del Salvador de una sola vez ... pero también es otro ejemplo de que el programa ya no dispuesto a poner en riesgo a cualquiera de los principales créditos a menos que sea un final de temporada." Erik Kain de Forbes comentó el episodio, "Una vez más, este fue un episodio mejor que la mayoría de los episodios de esta temporada, con solo unos momentos increíblemente molestos". Clara Mae de Nerdist "comentó el episodio, "Con tantos elementos en juego, es emocionante pensar cómo se verá el final."

### Índices de audiencia
El episodio recibió una audiencia total de 6.67 millones con una calificación de 2.8 en adultos entre 18 y 49 años, que fue un aumento respecto al mínimo de la temporada anterior de 6.30 millones.